# Gemblengmulyo
Gemblengmulyo is een bestuurslaag in het regentschap Rembang van de provincie Midden-Java, Indonesië. Gemblengmulyo telt 884 inwoners (volkstelling 2010).